# Gino Peruzzi
Gino Peruzzi Lucchetti (ur. 9 czerwca 1992) – argentyński piłkarz włoskiego pochodzenia grający na pozycji prawego obrońcy.

## Kariera klubowa
Peruzzi zaczynał seniorską karierę w Vélez Sársfield, gdzie zadebiutował 27 listopada 2011 roku w zremisowanym 1-1 spotkaniu z Colón.
13 sierpnia 2013 roku podpisał kontrakt z Calcio Catania, która zapłaciła za niego 3,4 miliona euro.
1 grudnia 2014 roku zadebiutował w barwach Catanii, w meczu domowym z Milanem.